# دوري الدرجة الأولى الروماني 1968–69
دوري الدرجة الأولى الروماني 1968–69 (بالرومانية: Divizia A 1968-1969)‏ هو الموسم 51 من  دوري الدرجة الأولى الروماني. أقيم خلال الفترة 11 أغسطس 1968 وحتى 15 يونيو 1969، وأشرف على تنظيمه اتحاد رومانيا لكرة القدم، وكان عدد الأندية المشاركة فيه  16، وفاز فيه يو تي أي أراد بعد أن لعب 30 مباراة وفاز بـ 17 منها.

## نتائج الموسم
| المركز | فريق          | لعب | ف  | ت | خ | له | عليه | ف.أ | نقاط | ملاحظة |
| ------ | ------------- | --- | -- | - | - | -- | ---- | --- | ---- | ------ |
| 1      | يو تي أي أراد | 30  | 17 | 4 | 9 | 50 | 27   | +23 |      |        |